# The Call of the Wild (película)
The Call of the Wild es una película estadounidense de aventuras que combina acción en vivo y animación por computadora basada en la novela de 1903 del mismo nombre escrita por Jack London. Es importante tener presente que la película no se parece al libro en prácticamente nada y no refleja en modo alguno la perspectiva aportada por el escritor a la historia original. La película está dirigida por Chris Sanders, escrita por Michael Green, y protagonizada por Harrison Ford, Dan Stevens, Karen Gillan, Bradley Whitford y Omar Sy. 
Fue estrenada el 21 de febrero de 2020 por 20th Century Studios. Es la primera película en ser estrenada bajo el nombre de 20th Century Studios después que el 17 de enero de 2020, Disney cambiara el nombre de 20th Century Fox a 20th Century Studios.

## Argumento
Durante a finales del siglo XIX, Buck, una mezcla grande y gentil de san bernardo y pastor escocés, vive felizmente con su amo, el juez Miller, en Santa Clara, California. Una noche, Buck es secuestrado y enviado al Yukon a bordo de un carguero. Durante el viaje, un miembro de la tripulación lo golpea con un garrote para imponer disciplina. Una vez en Alaska, un hombre llamado John Thornton deja caer su armónica que Buck recupera para él, momentos antes de ser vendida a Perrault y su socio Francoise por su trineo tirado por perros para entregar el correo a través del Yukón. Perrault espera que con Buck pueda hacer el largo viaje hasta el depósito de correo antes de la fecha límite. Buck es presentado a los otros perros; Dolly, Pike, Jo, Billie, Dub, Dave y Sol-leks, incluido el líder de la manada, un husky llamado Spitz.
Buck se gana la lealtad y la confianza de Perrault, Francoise y los otros perros de trineo, después de probarse a sí mismo en el camino.  Rescata a Francoise cuando ella cae a través del hielo. Todo esto antagoniza a Spitz. Buck comienza a experimentar visiones ancestrales de un lobo negro que actúa como su guía a lo largo de sus viajes. Una noche, Buck atrapa y luego suelta un conejo.  Spitz lo mata antes de atacar a Buck para afirmar su dominio. Spitz parece ganar, hasta que el resto de la manada alienta a Buck, quien inmoviliza a Spitz y lo desplaza como líder de la manada; Spitz luego desaparece en la naturaleza.  Perrault, a regañadientes, convierte a Buck en el protagonista cuando ningún otro perro puede hacerlo. La velocidad y la fuerza de Buck permiten que el trineo llegue a tiempo con el correo. Allí, Thornton le entrega una carta que le escribió a su exesposa expresando sus sentimientos sobre su hijo muerto.  Él y Buck se reconocen fácilmente.  Poco después, Perrault se entera de que la ruta del correo está siendo reemplazada por el telégrafo, lo que lo obliga a vender los perros.
Hal, un buscador de oro mezquino e inexperto, compra la manada y la hace trabajar hasta el agotamiento llevando una carga pesada, junto con tres personas, en un clima inadecuado para andar en trineo. Los perros exhaustos colapsan antes de que Hal pueda obligarlos a cruzar un lago helado inestable. Cuando Buck no puede moverse, Hal amenaza con dispararle. Thornton aparece y rescata a Buck mientras Hal obliga a los otros perros de trineo a cruzar el lago. Bajo el cuidado de Thornton, Buck se recupera. Más tarde, en un salón, Thornton es atacado por Hal, quien revela que es el único sobreviviente humano y los perros lograron escapar, dejándolo sin nada.  Al presenciar la escena, Buck ataca a Hal, quien posteriormente es expulsado. Buck y Thornton luego viajan más allá del mapa de Yukón, donde pueden vivir libremente en la naturaleza. Se encuentran con una cabaña abandonada en un valle abierto y se instalan. Mientras tanto, Hal los persigue sin descanso, por venganza y creyendo que Thornton está escondiendo una fuente de oro.
En el desierto abierto, Thornton y Buck se unen por sus actividades diarias, principalmente la pesca y el lavado de oro. A lo largo de su tiempo juntos, Buck se siente atraído por una loba blanca. Salvando a otro lobo, Buck se mueve entre su vida domesticada con Thornton y su lugar con la manada de lobos a la que pertenece la hembra. Después de un tiempo juntos, Thornton cree que es hora de volver a casa. Como nunca quiso el oro desde el principio, Thornton lo arroja de nuevo al río a excepción de algo de "dinero para la compra", y le dice a Buck que se irá por la mañana y que venga a despedirse. Buck se dirige al bosque y duerme junto al lobo blanco. Esa noche, Hal encuentra y dispara a Thornton, exigiendo saber dónde está todo el oro. Thornton le arroja el "dinero de la compra", pero no aplaca a Hal. Buck regresa y mata a Hal empujándolo hacia la cabaña, que está en llamas y se derrumba. Thornton quiere que Buck viva para sí mismo y lo abraza mientras muere y lo tranquiliza con sus últimas palabras: "Está bien, muchacho. Estás en casa".
A la mañana siguiente, Buck regresa a las colinas mirando con tristeza la cabaña incendiada. En la naturaleza, Buck se aparea y tiene descendencia con el lobo blanco, convirtiéndose en el líder de la manada y aceptando por completo la llamada de la naturaleza.

## Reparto
- Terry Notary como Buck.
- Harrison Ford como John Thornton.
- Dan Stevens como Hal.
- Colin Woodell como Charles.
- Karen Gillan como Mercedes.
- Omar Sy como Perrault.
- Bradley Whitford
- Cara Gee

## Producción
En octubre de 2017, se anunció que 20th Century Fox estaba desarrollando la adaptación cinematográfica de la novela de Jack London, La llamada de la selva, ambientada en Yukon alrededor de los años 1890 durante la Fiebre del oro de Klondike, que sería dirigida por Chris Sanders desde un guion de Michael Green, y sería producida por Erwin Stoff.
En julio de 2018, Harrison Ford y Dan Stevens se unieron a la película, con Ford protagonizándola como John Thornton, que va a la caza de oro. La película tendría un gran trabajo en los efectos especiales de parte del estudio Technoprops. En agosto de 2018, Colin Woodell se incorporó al elenco. En septiembre, Omar Sy y Karen Gillan se unieron al reparto. En octubre, Bradley Whitford se incorporó al elenco, y Cara Gee se unió en noviembre.
La fotografía principal de la película comenzó a finales de septiembre de 2018 en Los Ángeles.

## Estreno
The Call of the Wild fue estrenada el 21 de febrero de 2020 por 20th Century Studios. Anteriormente estaba programada para ser estrenada el 25 de diciembre de 2019 pero la empresa matriz de "20th Century" Disney decidió cambiar la fecha hasta su fecha actual 21 de febrero de 2020.